# ハン・トゥア (フリゲート)
ハン・トゥア（マレー語: KD Hang Tuah, 76）とは、マレーシア海軍のフリゲートであり、2018年以降博物館船として保存されている。
元々はガーナ海軍向けに建造されていたが、建造中に起きたクーデターにより発注をキャンセルされたため、完成後はイギリス海軍が引き取り「マーメイド」（英語: HMS Mermaid, F76）として短期間ながら就役させていた。

## 設計
艦体の基本構造はイギリス海軍の41型 (レパード級)及び61型 (ソールズベリー級)を基にしており、エンジンも41型/61型と同様に8基の16気筒ディーゼルエンジンを搭載している。しかし艦形は船首楼の無い平甲板型とされたほか、煙突も41型/61型が2本のマスト内部に煙突を通したマック構造となっているのに対し、本艦は1本のマストの後部に、独立した1本の煙突が配置されている。
兵装に関しては、艦前部に2連装のヴィッカース4インチ砲、上部構造物に4基の単装ボフォース 40mm機関砲、後部甲板に配置されたヘリコプター甲板の後方に、リンボー対潜迫撃砲が1基配置されている。本艦は同時期のイギリス海軍のフリゲートと比べるとかなりの軽武装であるが、それは後述のように、元々ガーナ海軍向けに建造されていたためである。
レーダーについては、マストの頂部にプレッシー製のAWS-1 対空捜索レーダー、マスト前面部に航海用レーダーを装備。このほか、ソナーも170型と176型を装備していた。

## 艦歴
本艦はガーナ海軍向けのフリゲート、「ブラックスター（GNS Black Star）」として発注建造された。「ブラックスター」は、ガーナ海軍の旗艦としての役割のほか、クワメ・エンクルマ大統領用のヨットとしての側面も持っていた。
しかし、建造中の1966年2月24日に起きた軍事クーデターによって、当時ハノイに外遊中だったエンクルマ大統領は失脚しギニアへ亡命。これに伴い、ガーナの新政権は「ブラックスター」の発注をキャンセルした。
発注をキャンセルされて注文流れとなって以降も建造は続けられ、1966年の12月29日に進水し、1968年には竣工にこぎつけた 。

### イギリス海軍
1973年5月16日に「マーメイド（HMS Mermaid, F76）」としてイギリス海軍に就役した。
イギリス海軍においては、主に極東地域に配備され、香港の警備任務などに投入されたほか、漁業保護戦隊に編入されてタラ戦争におけるアイスランド沿岸警備隊巡視船のネットカッターや体当たりからイギリスのトロール船を護衛する任務に就いていた。
また、1975年のサイゴン陥落の際には、イギリス国民の救出任務に出動した。
1976年9月20日、北海のオランダ付近の海域にて、トン型掃海艇「フィトルトン（HMS Fittleton (M1136)）」と衝突事故を起こし「フィトルトン」は沈没、乗組員12名が死亡した。

### マレーシア海軍
1977年5月にマレーシア海軍に譲渡され、「ハン・トゥア（KD Hang Tuah）」に改名。
1991年から1992年にかけて練習艦として改修された。
さらに1995年から1996年にかけて主砲と主機関を換装し、ソナーとリンボー対潜迫撃砲を撤去した。
第21フリゲート戦隊（21st Frigate Squadron）に配備されていたが、マレーシア海軍の合理化の一環として「ハン・トゥア」も第一線を退くこととなった。2018年11月21日、ペラ州ルムットのルムット海軍基地で式典が行われ、「ハン・トゥア」は博物館船として保存されることとなった。博物館船に転換された後も、「ハン・トゥア」は退役せず現役艦としての地位を保持している。

## 諸元表
|            | マーメイド（ イギリス海軍）             | ハン・トゥア（ マレーシア海軍） · ※兵装・主機関換装後 |
| ---------- | --------------------------------------- | ----------------------------------------------------- |
| 全長       | 339.3フィート (103.4 m)                 | 339.3フィート (103.4 m)                               |
| 全幅       | 40フィート (12 m)                       | 40フィート (12 m)                                     |
| 喫水       | 12.2フィート (3.7 m)                    | 16フィート (4.9 m)                                    |
| 基準排水量 | 2,300トン                               | 2,300トン                                             |
| 満載排水量 | 2,520トン                               | 2,520トン                                             |
| 機関       | マルチプル・ディーゼル                  | ディーゼル                                            |
| 機関       | 16気筒ディーゼルエンジン×8基 (14,400hp) | バルチラ 12SW28 ディーゼルエンジン×2基 （9,928 hp）   |
| 機関       | スクリュープロペラ×2軸                  |                                                       |
| 速力       | 最大24ノット                            | 最大24ノット                                          |
| 航続距離   | 4,800海里/ 15ノット                     | 4,800海里/ 15ノット                                   |
| 乗員       | 177名                                   | 210名                                                 |
| 兵装       | ヴィッカース 2連装4インチ砲×1基         | ボフォース 57mm L/70 Mk 1×1基                         |
| 兵装       | ボフォース40mm L/70機関砲× 2-4基        | ボフォース40mm L/70機関砲×2基                         |
| 兵装       | リンボー対潜迫撃砲×1基                  | 不明                                                  |
| 艦載機     | ヘリコプター甲板のみ、格納庫なし。      | ヘリコプター甲板のみ、格納庫なし。                    |
| レーダー   | プレッシー(Plessey) AWS-1 対空捜索用    | 不明                                                  |
| レーダー   | 航法用                                  | ケルビン・ヒューズ1007型 航法用×1                     |
| ソナー     | 170型                                   | 不明                                                  |
| ソナー     | 176型                                   | 不明                                                  |